# Miffy
Miffy (neerlandeză Nijntje  , pronunție în neerlandeză [ˈnɛiɲcə] ) este un iepure fictiv care apare într- o serie de cărți ilustrate⁠(d), desenate și scrise de artistul olandez Dick Bruna. Numele original olandez, „nijntje” este o scurtare a diminutivului konijntje, „iepuraș".

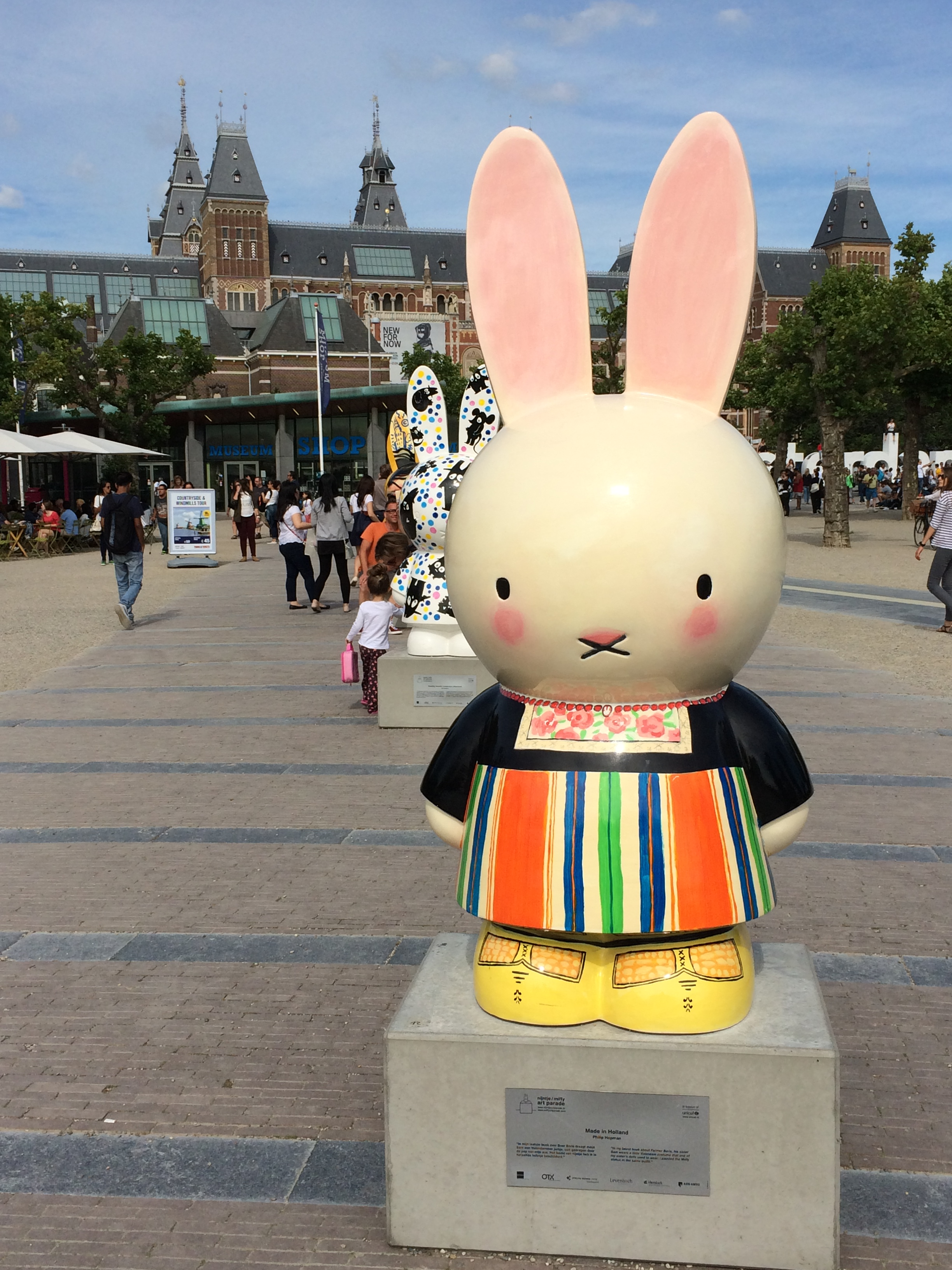
Statuie cu Miffy în Țările de Jos

Prima carte Miffy a fost produsă în 1955 și au urmat alte aproape treizeci de alte volume. În total, au fost vândute peste 100 de milioane de exemplare. În plus, au urmat patru seriale de televiziune separate, articole precum haine și jucării cu personajul îndrăgit de copiii din toată lumea. Pe 30 ianuarie 2013, un lungmetraj, Miffy the Movie, a fost lansat în cinematografe și o are în rolul principal pe Eva Poppink.
Au fost produse patru seriale de televiziune bazate pe personaj: Dick Bruna's Miffy Storybook Classics din 1984; Miffy: Culori, numere și forme din 1996; Miffy and Friends din 2003; și Miffy's Adventures Big and Small din 2015.
Miffy este unul din cele mai cunoscute personaje din Țările de Jos, unde are și propriul muzeu în orașul său natal, Utrecht. De asemenea, este populară și în Japonia, datorită stilului ei drăgălaș, asemănător culturii Kawaii. De asemenea, Miffy este cunoscută și în alte teritorii din Asia, existând cafenele și magazine tematice în Coreea de Sud și Thailanda.

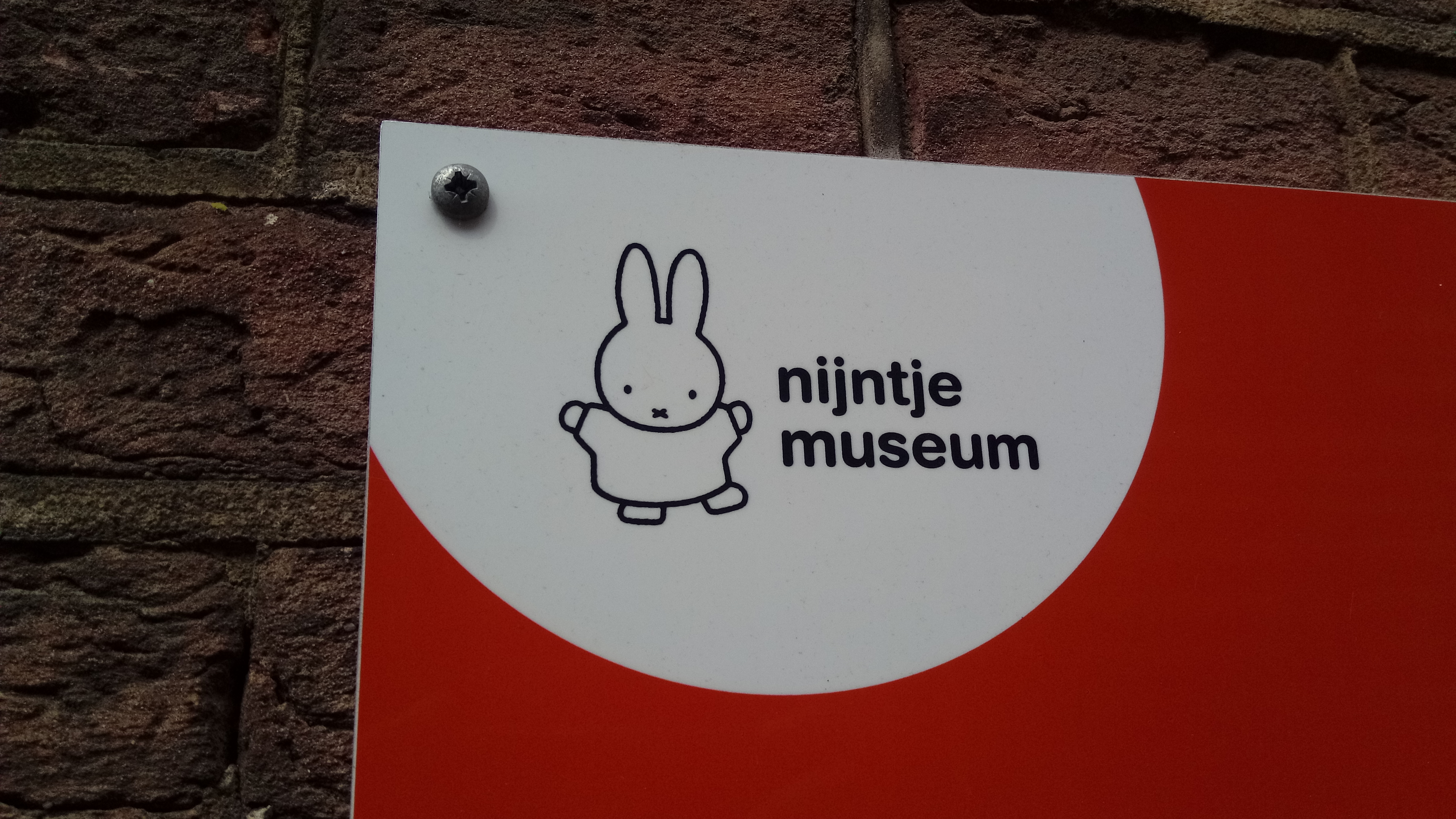
Plăcuță informativă la muzeul Nijntje din Utrecht

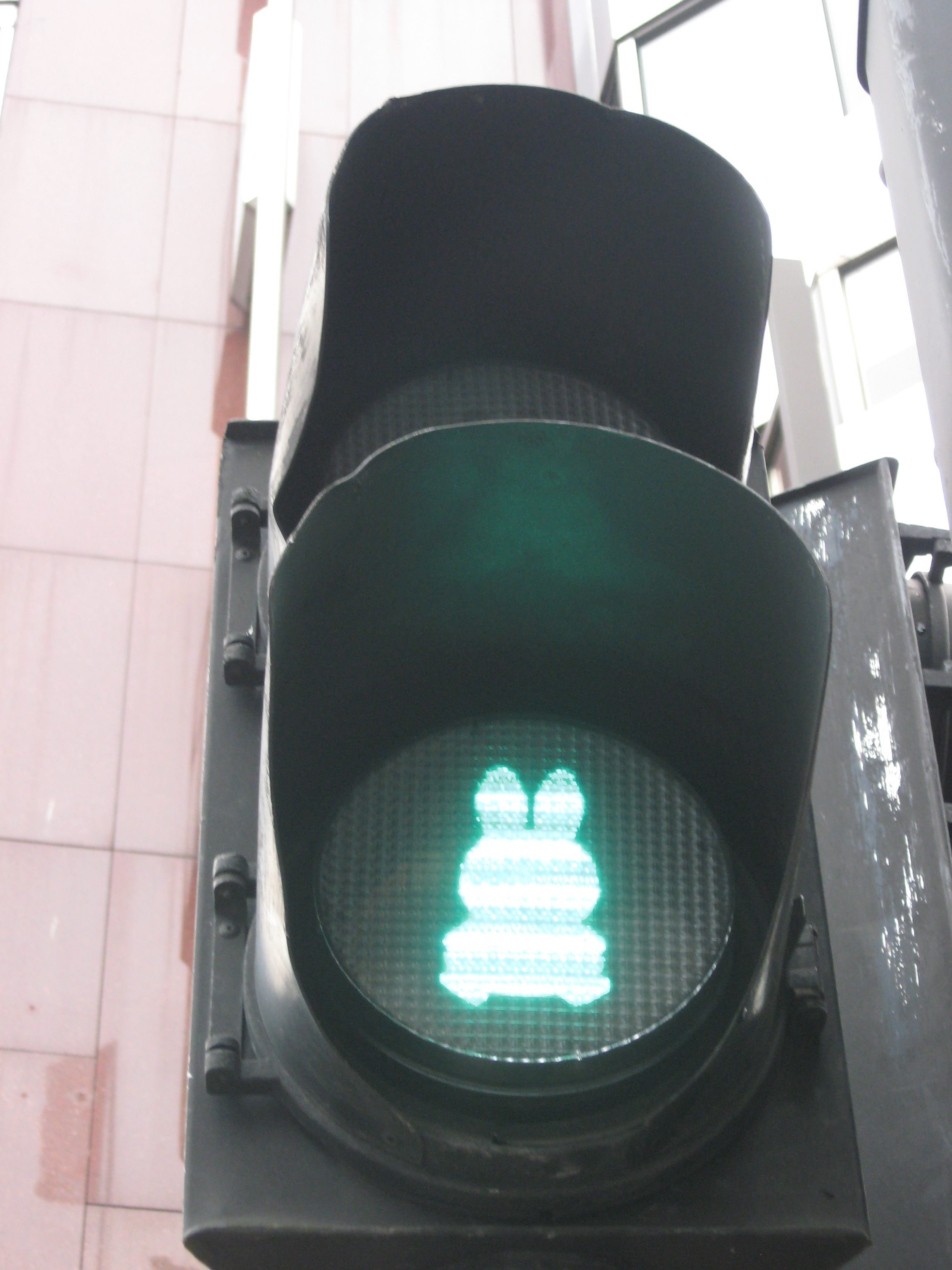
Semafor cu Miffy/Nijntje în Utrecht, orașul natal al iepurașului